# Amblyopone crenata
Amblyopone crenata é uma espécie de formiga do gênero Amblyopone.